# Comuna Horodîșce, Bahmaci
Horodîșce (în ucraineană Городище) este o comună în raionul Bahmaci, regiunea Cernihiv, Ucraina, formată din satele Ceasnîkivka, Horodîșce (reședința) și Șumîn.

## Demografie
Componența lingvistică a comunei Horodîșce
     Ucraineană (98,1%)
     Rusă (1,78%)
     Alte limbi (0,12%)
Conform recensământului din 2001, majoritatea populației comunei Horodîșce era vorbitoare de ucraineană (98,1%), existând în minoritate și vorbitori de rusă (1,78%).